# Новоукраїнка (Криничанський район)
Новоукраїнка — колишнє село в Україні, Криничанському районі Дніпропетровської області. Було підпорядковане Світлогірській сільські раді. 
Зняте з обліку рішенням Дніпропетровської обласної ради від 5 березня 1992 року.